# Blastomer

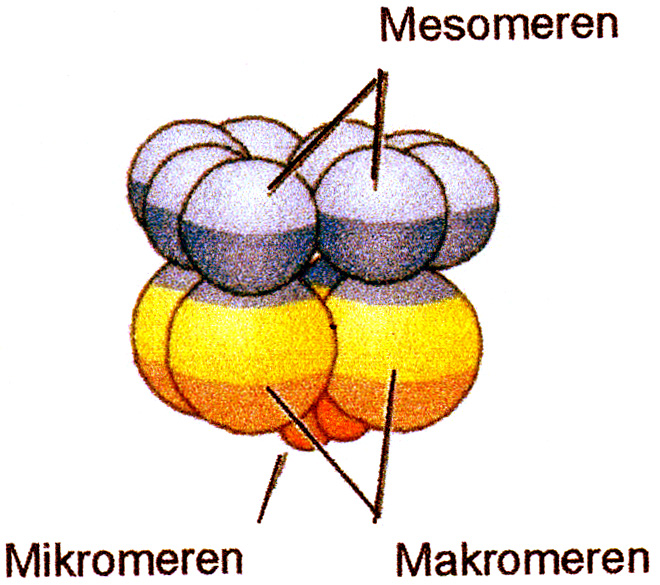
Mikromeren, Mesomeren und Makromeren

Ein Blastomer (Plural: Blastomeren) ist eine Zelle, die durch Furchung (Zellteilung durch Abschnürung) entstanden ist. Je nach Dotterverteilung in der Zygote können die Blastomeren unterschiedlich groß sein. 
Diese Zellen wachsen zunächst nicht, sondern werden bei jeder weiteren Teilung kleiner. Die Zygote, von der die Furchung ausgeht, ist im Vergleich zu anderen Zellen relativ groß.
Bei einer Furchung eines isolecithalen Eis (z. B. ein Seeigelei), bei dem eine Radiärfurchung auftritt, entstehen unterschiedlich große Blastomeren. Ein isolecithales Ei enthält wenig gleichmäßig verteilten Dotter, dieser stellt also kein Hindernis für die Furchung dar.
Man teilt die Blastomerzellen nach der Größe in verschiedene Gruppen ein:
- Die Mesomeren sind mittelgroße Blastomeren.
- Die Mikromeren sind kleine Blastomeren. Sie sind für die Achsenausbildung im Embryo wichtig und induzieren Zellschicksale in benachbarten Blastomeren. Dabei ist der Transkriptionsfaktor β-Catenin wichtig. Er ist in Mikromeren und Nachbarzellen kernlokalisiert. Mikromeren sind über die hohe Konzentration dieses Stoffes definiert. Er gibt ihnen ihre induktive Kapazität. Im Kern werden durch das β-Catenin abhängig von der Konzentration bestimmte Gene transkribiert, deren Produkte weitere Entwicklungen induzieren.
- Die Makromeren sind die größten Blastomeren.